# Trgovačka mornarica
Trgovačka mornarica je zajednički naziv za sve trgovačke brodove neke zemlje, koji služe kao rezerva i pomoćno brodovlje ratnoj mornarici neke zemlje.

## Vanjske poveznice
- Official database of deceased Canadian Merchant Mariners  Arhivirana inačica izvorne stranice od 8. veljače 2007. (Wayback Machine)